# Eryk II (książę Szlezwika)
Eryk II (zm. 12 marca 1325 r.) – książę Szlezwika od 1312 r., pretendent do tronu duńskiego.

## Życiorys
Eryk był jedynym ślubnym synem księcia Szlezwika Waldemara IV z dynastii Estridsenów i Elżbiety, córki księcia Saksonii-Lauenburga Jana I. W 1312 r. odziedziczył po śmierci swego ojca południową Jutlandię (księstwo Szlezwiku), co potwierdził król duński Eryk Menved. Eryk miał jednak pretensje także do dziedzictwa po zmarłym w 1310 r. bezpotomnie stryju (także Eryku) – wyspy Langeland. Zmagający się z licznymi problemami król zawarł w 1313 r. układ z Erykiem, nadając mu w zamian za rezygnację z pretensji do Langelandu królewskie dobra w Szlezwiku. 
Mimo tego układu między księciem Szlezwiku i królem duńskim wciąż dochodziło do konfliktów. Po śmierci króla Eryka Menveda w 1319 r. Eryk II podniósł pretensje do tronu duńskiego. Na króla został wybrany syn Eryka Menveda, Krzysztof II, jednak Eryk przy tej okazji otrzymał Langeland. Zmarł w 1325 r., pozostawiając dwoje nieletnich dzieci. Został pochowany w katedrze w Szlezwiku.

## Rodzina
W 1313 r. poślubił Adelajdę, siostrę hrabiego Holsztynu-Rendsburga Gerarda III Wielkiego, który w późniejszych latach zdominował Danię. Z małżeństwa tego pochodzili: 
- Waldemar V, następca ojca jako książę Szlezwika, dzięki Gerardowi III Wielkiemu w latach 1326–1329 król Danii,
- Jadwiga, żona króla Danii Waldemara IV Atterdaga, matka władczyni całej Skandynawii, Małgorzaty I.